# Semen Novikov
Semen Novikov (n. 11 decembrie 1997, Harkiv, Regiunea Harkov, Ucraina) este un luptător ce a reprezentat Ucraina, medaliat olimpic. A participat la 1 ediție a Jocurilor Olimpice (2024) în care a câștigat 1 medalie de aur.